# Замок Мацуяма
Замок Мацуяма (яп. 松山城 мацуяма-дзё) — средневековый за́мок в городе Мацуяма, префектура Эхиме, Япония.
Замок относится к равнинно-горному типу замков.
Главная башня замка причислена к числу национальных сокровищ Японии.

## История
Строительство замка было начато даймё Като Ёсиаки в 1603 году на холме Кацуяма.
Первоначально замок имел пятиярусную главную башню тэнсю.
Следующий владелец замка Тадатика Гамо закончил строительство ниномару — второго кольца укреплений вокруг главной башни.
После смерти Тадатика в 1635 году следующим владельцем замка стал Мацудайра Садаюки.
В 1642 году он закончил строительство новой трёхъярусной главной башни.
Потомки Мацудайра продолжали владеть замком после его смерти.
В 1784 году в главную башню замка ударила молния, башня была полностью сожжена.
Существующая на сегодняшний день главная башня замка была построена в период с 1820 по 1854 год.
Замок пережил реставрацию Мэйдзи, однако частично пострадал при бомбардировках во время Второй мировой войны.
В 1923 году замок был передан городу одним из потомков рода Мацудайра.
С 1966 года ведётся восстановление замка силами города.
В 1968 году была построена заново из бетона сторожевая башня, в которой хранились оружие и доспехи.
Остальные башни замка восстановлены из дерева.